# Zygmunt Ziółkowski

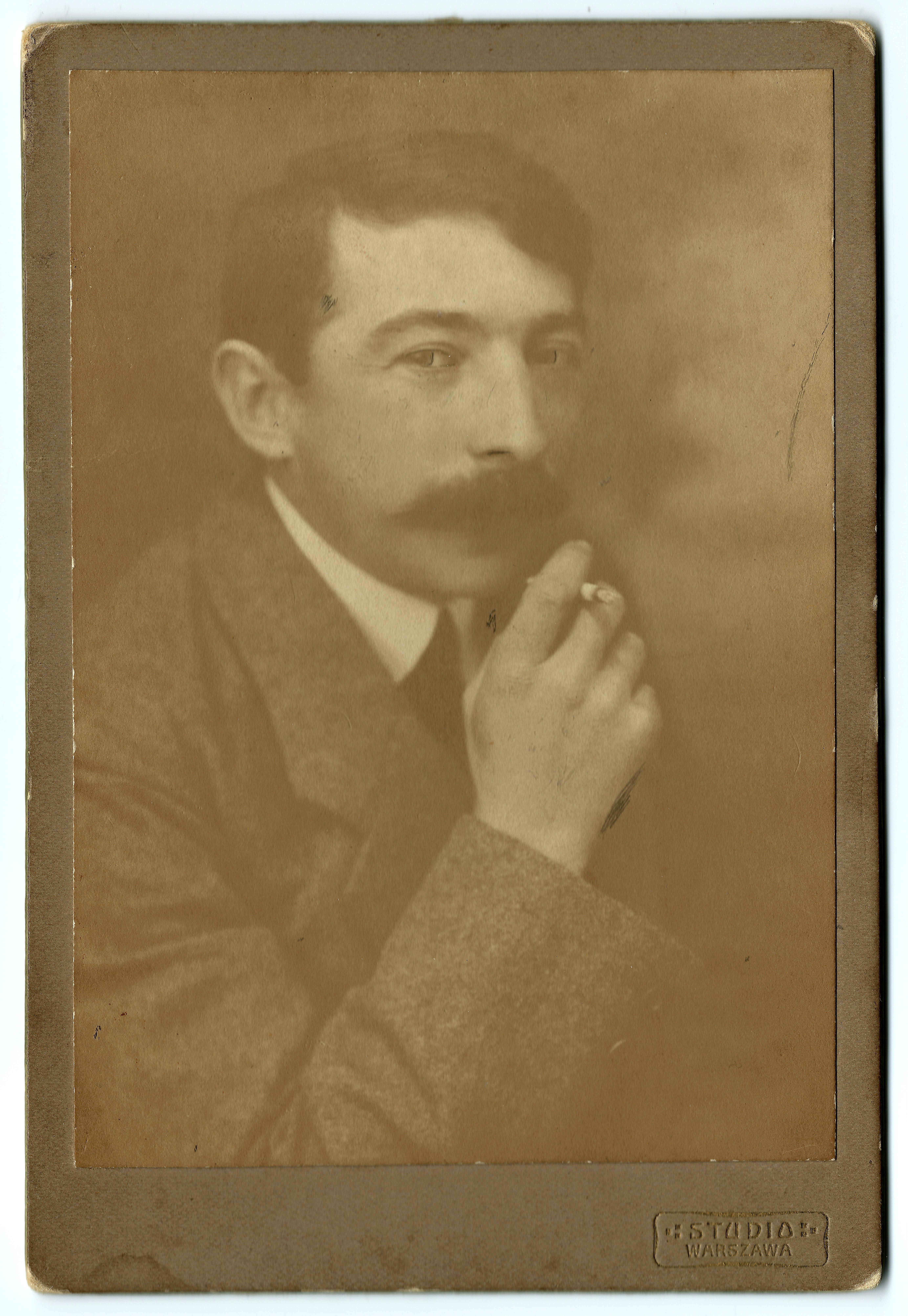
Zygmunt Ziółkowski – Warszawa 1915

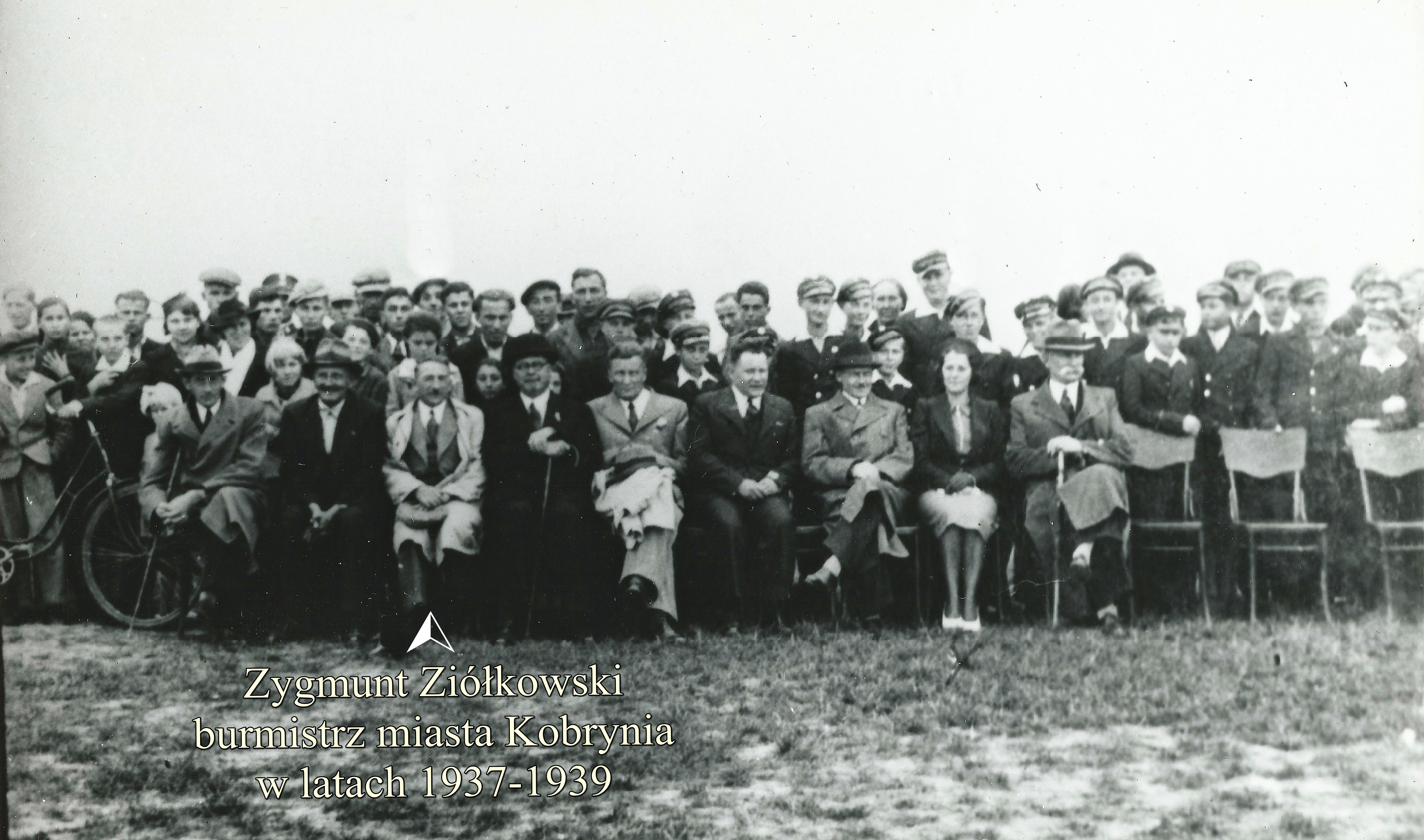
Zygmunt Ziółkowski – burmistrz Kobrynia 1937–1939

Zygmunt Ziółkowski (ur. 24 listopada 1889 w Kolnie, zm. 26 sierpnia 1963) – polski samorządowiec, kawaler Orderu Virtuti Militari, burmistrz Łunińca (1932–1937) i Kobrynia (1937–1939).

## Życiorys
Urodził się w rodzinie celnika. Studiował w Seminarium Nauczycielskim w Królestwie Polskim. W latach 1910–1914 przebywał w Chile, gdzie pracował m.in. jako mechanik oraz przy hodowli bydła. W 1915 wstąpił do Legionów Polskich, był internowany w Szczypiornie (1917–1918). W latach 1919–1920 walczył w wojnie polsko-bolszewickiej. W 1922 został przeniesiony do rezerwy.
W II Rzeczypospolitej został wynagrodzony 35-hektarowym gospodarstwem w miejscowości Uściług. W latach 1929–1931 studiował w Studium Samorządu i Administracji, po czym objął obowiązki wójta Kamienicy Żyrowieckiej (1931–1932). W latach 1932–1937 sprawował funkcję burmistrza Łunińca, następnie Kobrynia (1937–1939).

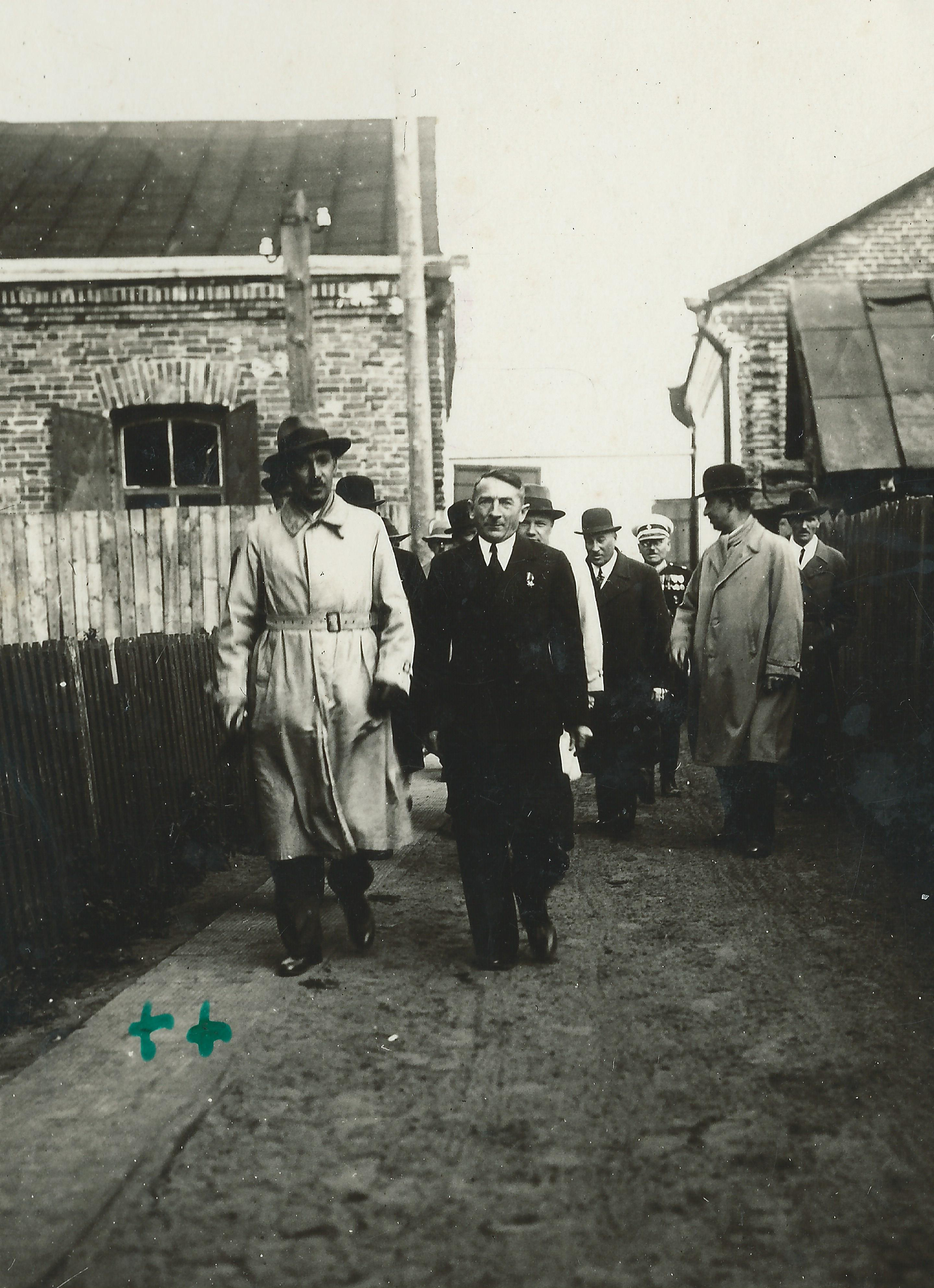
Zygmunt Ziółkowski

W wojnie obronnej Polski walczył w zgrupowaniu „Kobryń”, dostając się do niewoli niemieckiej (przebywał w oflagach w Choszcznie oraz Bornem-Sulinowie). Po II wojnie światowej objął niewielkie gospodarstwo w Widzinie na Pomorzu. Podjął działalność w Polskim Stronnictwie Ludowym. Zmarł w 1963, został pochowany na cmentarzu w Kobylnicy.

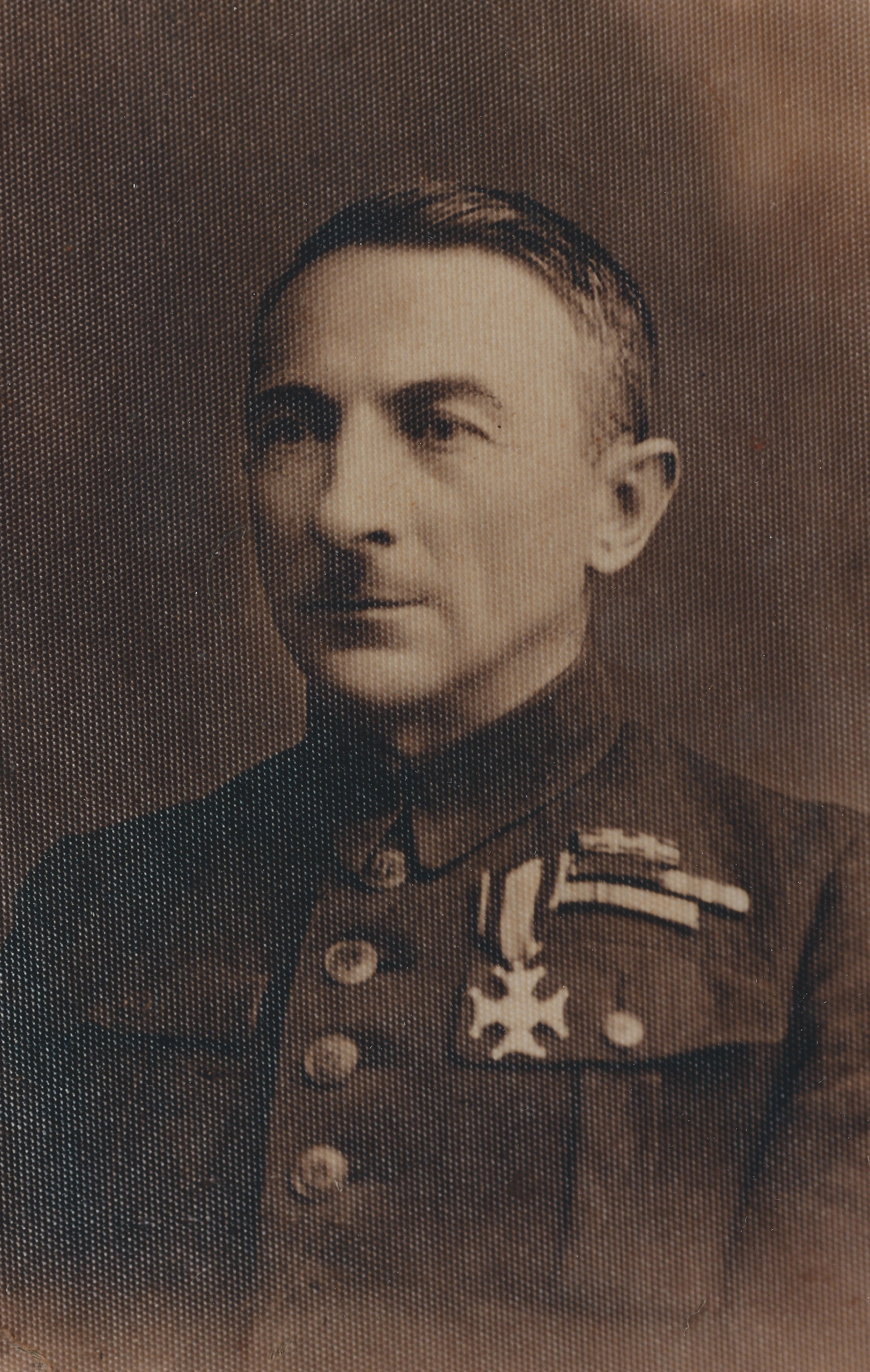
Zygmunt Ziółkowski

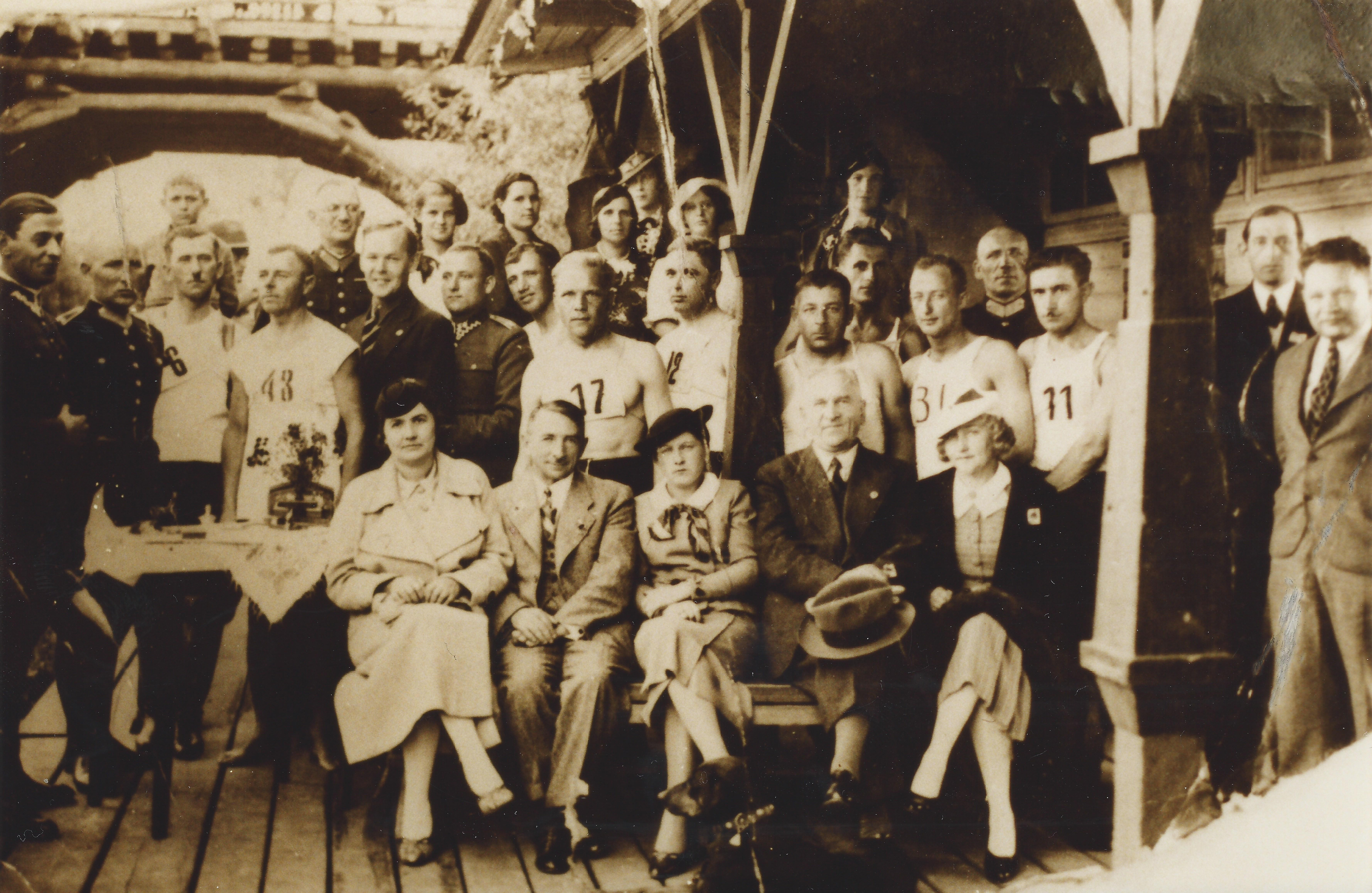
Zygmunt Ziółkowski - siedzi drugi od lewej

Za udział w wojnie polsko-bolszewickiej odznaczony Krzyżem Walecznych i Krzyżem Srebrnym Orderu Wojskowego Virtuti Militari (1921).